# Ian Macintyre
Ian Macintyre (* 1869; † 29. Juni 1946) war ein britischer Politiker.

## Politischer Werdegang
Erstmals trat Macintyre bei den Unterhauswahlen 1923 für die Unionist Party zu Wahlen auf nationaler Ebene an. Mit ihrem Kandidaten John Gordon Jameson konnten die Unionisten bei den Unterhauswahlen 1918 das Mandat des Wahlkreises Edinburgh West für sich gewinnen. Macintyre trat als Nachfolger Jamesons an, der sein Mandat bei den Unterhauswahlen 1922 gegen den Liberalen Vivian Phillipps verloren hatte. Am Wahltag konnte sich Mcintyre nicht gegen Phillipps durchsetzen, behauptete sich jedoch gegen George Mathers, der für die Labour Party aufgestellt worden war.
Bei den folgenden Unterhauswahlen 1924 verlor Phillipps 11 % seiner Stimmen und blieb sowohl hinter Macintyre als auch hinter Mathers zurück. Macintyre errang mit einem Stimmenanteil von 36,6 % die Mehrheit und zog erstmals in das britische Unterhaus ein. Zu den Unterhauswahlen 1929 trat Macintyre nicht mehr an. Sein Nachfolger Wilfrid Normand konnte das Mandat nicht halten.